# Леско
Леско (пољ. Lesko) град је у Пољској у Војводству поткарпатском. По подацима из 2012. године број становника у месту је био 5674.

## Становништво
| 2012. |
| ----- |
| 5.674 |